# Jan Kiełpiński
Jan Antoni Kiełpiński (ur. 18 stycznia 1900 w Krakowie, zm. 6 października 1985 tamże) – polski inżynier rolnik, specjalista łąkarstwa i gospodarski górskiej, wykładowca akademicki, profesor zwyczajny, taternik. 

## Życiorys
Urodził się 18 stycznia 1900 w Krakowie. Uczęszczał do III Państwowego Gimnazjum im. Króla Jana Sobieskiego, gdzie w 1918 zdał maturę z odznaczeniem. Studiował w Studium Rolniczym Uniwersytetu Jagiellońskiego, a po jego ukończeniu  odbył praktykę rolniczą. W 1925 został zatrudniony w Państwowej Szkole Gospodarstwa Wiejskiego w Cieszynie na stanowisku asystenta. W latach 1927–1929 pracował jako starszy asystent w Zakładzie Uprawy Roli i Roślin Politechniki Lwowskiej. W tym okresie zajmował się przede wszystkim prowadzeniem doświadczeń łąkowych na torfach. W 1929 otrzymał stypendium na odbycie specjalizacji w zakresie uprawy łąk i pastwisk górskich w Zakładzie Uprawy Roli i Roślin Uniwersytetu Jagiellońskiego. W 1936 uzyskał stopień doktora nauk rolniczych na podstawie badań nad glebami hal tatrzańskich. W latach 1934–1945 był zatrudniony jako wykładowca rolnictwa, najpierw w Państwowej Szkole Przemysłowej, a później w Szkole Melioracyjnej w Krakowie.
Równolegle do kariery naukowej Kiełpiński zajmował się w okresie międzywojennym taternictwem i alpinizmem. Wspinał się od 1923, początkowo głównie z bratem Tadeuszem i przewodnikiem Jędrzejem Marusarzem Jarząbkiem, a w latach 30. także z Janem Dorawskim, Zbigniewem Korosadowiczem i Witoldem Paryskim. Brał udział w wielu pierwszych przejściach, m.in.: północną ścianą Skrajnej Jaworowej Turni, wschodnią ścianą Jaworowego Szczytu i północno–zachodnią ścianą Lodowego Szczytu w 1931 oraz północno-wschodnią ścianą Niżnich Rysów i lewą częścią wschodniej ściany Zadniej Baszty w 1933. W 1932 i 1937 wspinał się w Alpach, a w 1934 zorganizował pierwszą polską wyprawę w Atlas Wysoki. W latach 1930–1931 sprawował funkcję skarbnika sekcji taternickiej Akademickiego Związku Sportowego Uniwersytetu Jagiellońskiego, a w latach 1933–1934 sekretarza sekcji turystycznej Polskiego Towarzystwa Tatrzańskiego.
W 1945 powrócił na macierzystą uczelnię, obejmując posadę w Katedrze Uprawy Roli i Roślin, najpierw na stanowisku starszego asystenta, później adiunkta, a od 1950 kierownika. W 1951 został kierownikiem nowo utworzonej Katedry Uprawy Łąk i Pastwisk. Od 1 października 1953 był pracownikiem Wyższej Szkoły Rolniczej w Krakowie, która powstała w wyniku wyłączenia Wydziałów Rolniczego i Leśnego ze struktur Uniwersytetu Jagiellońskiego. W 1954 otrzymał tytuł naukowy profesora nadzwyczajnego. W latach 1955–1957 pełnił funkcję prodziekana, a w latach 1958–1960 dziekana Wydziału Rolniczego Wyższej Szkoły Rolniczej. W 1964 został uhonorowany tytułem profesora zwyczajnego.
Oprócz pracy naukowo–dydaktycznej w szkolnictwie wyższym, Kiełpiński pełnił w latach 1950–1965 funkcję kierownika Sekcji Gospodarki Górskiej Instytutu Uprawy, Nawożenia i Gleboznawstwa, a następnie Pracowni Gospodarki Górskiej Instytutu Melioracji i Użytków Zielonych. Był aktywnym członkiem Polskiej Akademii Nauk; zasiadał w Radach Naukowych Instytutu Botaniki, Komitetu Melioracji, Łąkarstwa i Torfoznawstwa oraz Komitetu Zagospodarowania Ziem Górskich. 
W 1970 przeszedł na emeryturę, jednak nadal prowadził wykłady i seminaria dyplomowe na specjalizacji magisterskiej z łąkarstwa. W ciągu 55 lat pracy naukowej opublikował około 70 prac, dotyczących przede wszystkim uprawy roślin na górskich użytkach zielonych. Jako pierwszy zwrócił uwagę na konieczność zastosowania na glebach górskich nawożenia mineralnego dla zwiększenia ich potencjału produkcyjnego. 
Zmarł 6 października 1985 w Krakowie. Miał 85 lat. Pogrzeb odbył się 11 października na cmentarzu Rakowickim.

## Życie prywatne
Był żonaty ze Stanisławą Wiśniewską (1917–1999), córką Konstantego, inżyniera, inspektora Dyrekcji Robót Publicznych, i Marii ze Skowrońskich. Nie mieli dzieci.

## Publikacje
Wybrane publikacje:
- Badania nad składem próchnicy i związków azotowych w glebach tatrzańskich z uwzględnieniem nawożenia oraz zespołów roślinnych, "Roczniki Nauk Rolniczych i Leśnych", t. XXX, Poznań 1933.
- Sposoby podniesienia produkcyjności łąk i pastwisk górskich, "Przegląd Hodowlany", nr 1948.10, Warszawa 1948.
- Baza paszowa w górach w świetle nowszych badań, "Postępy Wiedzy Rolniczej", t. 4, nr 3,  Warszawa 1952.
- Nawożenie łąk i pastwisk górskich w rejonie Karpat Zachodnich na podstawie doświadczeń przeprowadzonych w latach 1947-1957, "Zeszyty Naukowe WSR w Krakowie", nr 8, Kraków 1959.

## Nagrody i odznaczenia
- Krzyż Kawalerski Orderu Odrodzenia Polski[3]
- Złoty Krzyż Zasługi[3]
- Medal 10-lecia Polski Ludowej[3]